# ソース・フィルタモデル
ソース・フィルタモデル（英: Source-filter model）は人の声道で声が生成される過程を音源と線形フィルタで表現した数理モデルである。音源フィルタモデル、音源フィルタ理論（英: Source-filter theory） とも呼ばれる。

## 概要
人の声道で声が生成される過程ではまず声門などで原音がつくられる。この原音が声道や口唇における調音を受けて音色が付与され、最終的な声となる。
これを信号処理の観点からみると、声道とは独立した原音すなわちソース（音源）があり、これがフィルタによる周波数成分増減を受けているとモデル化できる。このソースとフィルタによる音声合成過程モデルがソース・フィルタモデルである。
ソース・フィルタモデルは音声合成や音声分析に使用される。このモデルは「ソースとフィルタの独立性」を仮定しており、この仮定を強調するならば「独立ソース・フィルタモデル」(independent source-filter model)と呼ぶべきである。
このモデルは比較的シンプルで応用例が多数ある。程度の差こそあれ、異なる音素はその音源とスペクトル形状の特性によって区別できる。発声された音  (例: 母音) は、(少なくとも) 一つの音源 —— (たいていは) 声門の周期的励起 —— を持ち、それは時間領域ではインパルス列、周波数領域ではハーモニクスとして近似でき、また舌の位置や唇の突き出し具合に依存したフィルタ (調音) を持つ。他方、摩擦音は (少なくとも) 一つの音源を持つ —— 口腔を狭める事 (constriction) で生成される乱流騒音 (例: 正書法 (orthographically) で"s"や"f"で表現される音) である。有声摩擦音 ("z"や"v") は二つの音源を持つ —— 一つは声門で、もう一つは声門上部のくびれである。
ソース・フィルタモデルは線形予測 (linear prediction) と関連している。モデルの開発は、その大部分が Gunnar Fant の初期の研究に拠っている —— もちろん他の人々、特に Ken Stevens も音声の音響分析や音声合成の基礎となるモデルに潜在的には寄与しているが。
ソース・フィルタモデルでは、音源または励起信号は、有声音については周期的インパルス列で、無声音についてはホワイトノイズで、しばしばモデル化される。声道フィルタは、最も単純な場合には全極フィルタ (all-pole filter) で近似され、その係数は再生される音声信号の平均二乗誤差を最小とする線形予測により得られる。励起信号をフィルタの伝達関数と畳み込む事で、合成音声が得られる。